# جوزف بردلی ورنوم
جوزف بردلی ورنوم (به انگلیسی: Joseph Bradley Varnum) سناتور سابق عضو حزب دموکرات-جمهوری‌خواه بود. وی در سال ۱۸۱۱ تا ۱۸۱۷ میلادی سناتور ایالت ماساچوست در سنای ایالات متحده آمریکا بود.